# Actias apollo
Actias apollo är en fjärilsart som beskrevs av Johannes Karl Max Röber 1923. Actias apollo ingår i släktet månspinnare, och familjen påfågelspinnare. Inga underarter finns listade i Catalogue of Life.